# Stångådalsbanan

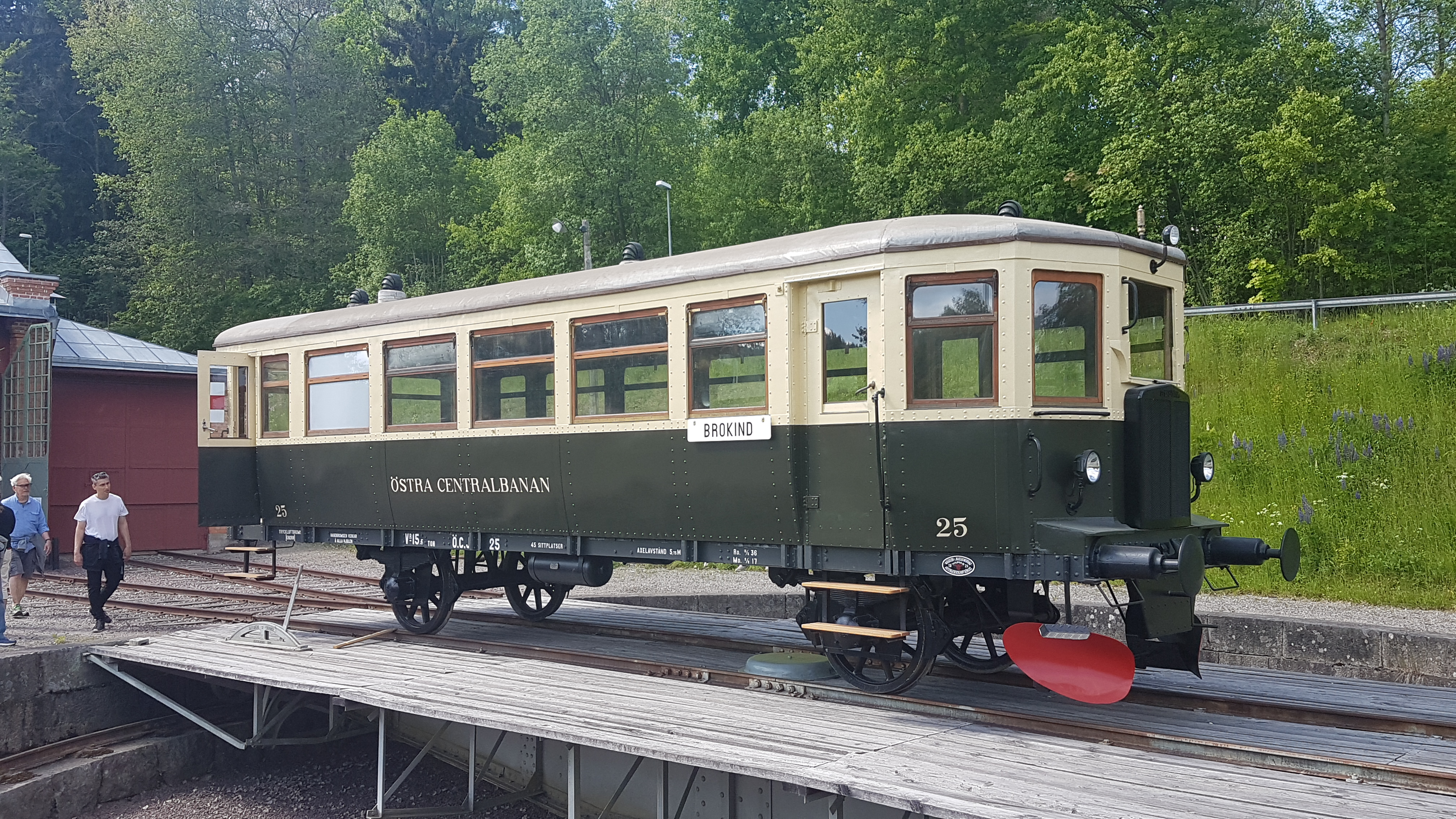
Östra Centralbanans bilvagn nr 25 utanför Lokstallet i Kisa

Stångådalsbanan (där den tidigare Östra centralbanan ingår som en del) är järnvägen mellan Linköping och Kalmar. Den går delvis gemensamt med Tjustbanan och delar sig vid Bjärka-Säby, där Tjustbanan går vidare till Åtvidaberg och Västervik och Stångådalsbanan fortsätter söderut mot Hultsfred och Kalmar. Banan följer Stångån en stor del längs sträckan, vilket förklarar dess namn. 
Banan är oelektrifierad med normalspår. Persontrafiken bedrivs med Krösatågen.

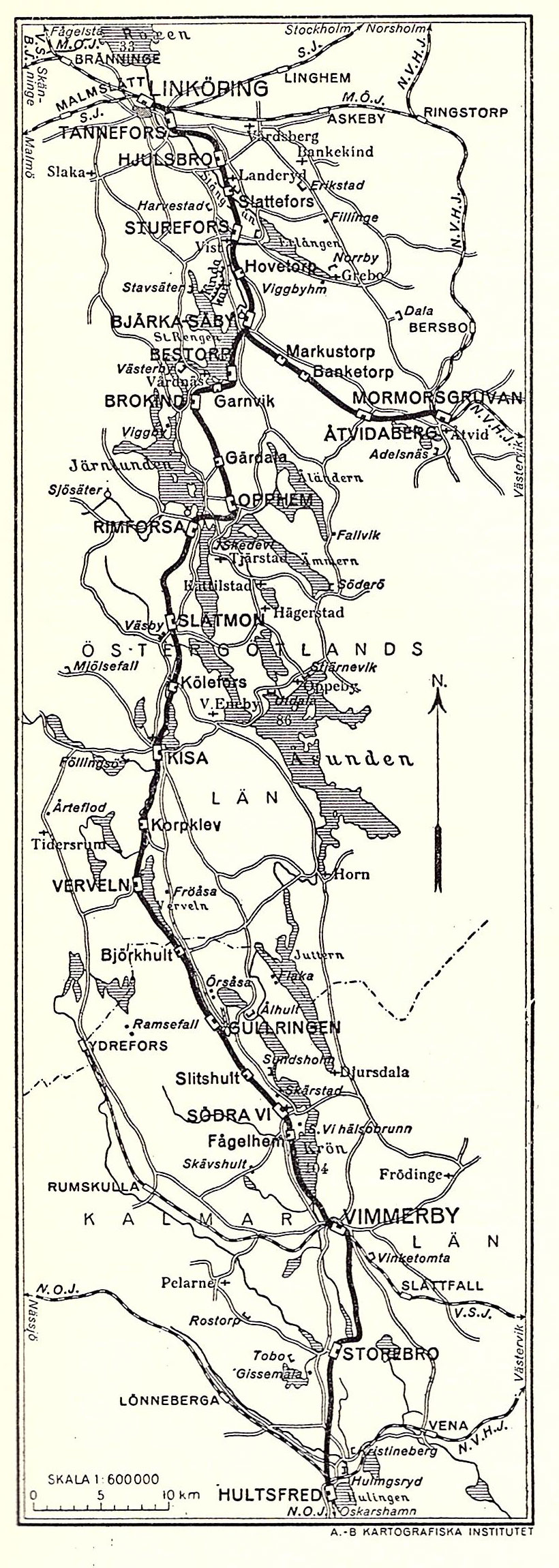
ÖCJ. Karta 1926.

## Historik
Historiskt sett är den nuvarande banan en sammanslagning av tre banor med omväxlande normalspår och smalspår som byggdes om till normalspår efterhand. Linjen Hultsfred – Linköping byggdes som normalspåriga Östra centralbanan, öppnad 1902. Hultsfred – Berga var en del av den sammanhängande normalspårsbanan Nässjö-Oskarshamns Järnväg, öppnad 1874. Sträckan Berga – Kalmar var en smalspårsbana (Kalmar - Berga järnväg) med 891 mm spårvidd, öppnad 1897. Den senare banan var tänkt att förlängas till Västervik men därav blev intet (det byggdes smalspår Hultsfred – Västervik, men det fanns bara normalspår Berga – Hultsfred).
Bansträckningen Kalmar – Berga blev en renodlad godsbana under 1960-talet som successivt under 1970-talet byggdes om till normalspår (färdigt 1978). Denna historiska utbyggnad förklarar bland annat varför tågen måste vända i Berga för att fortsätta vidare mot Linköping/Kalmar eftersom bägge banorna kommer in västerifrån mot Berga station. Det som historiskt krävde två byten för att göra en tågresa mellan Linköping och Kalmar (alternativt ett byte i Alvesta på Södra stambanan, en lång omväg västerut) kräver sedan 1996 inga byten alls. Baksidan av detta har blivit en försämring för persontrafiken till Oskarshamn, som mellan sommaren 2005 och december 2011 var helt inställd.
Vid en plankorsning i Ruda kolliderade i oktober 2018 ett persontåg på Stångådalsbanan med en traktor varvid tre personer fördes till sjukhus med oklart skadeläge. Vid en plankorsning i Landeryd utanför Linköping i december 2010 omkom en bilförare efter en kollision med ett tåg. Vid en obevakad plankorsning norr om Kisa 19 januari 2019 omkom en bilförare efter en kollision med ett tåg. Det stora antalet obevakade plankorsningar gör att kollisioner mellan bil och tåg händer ibland, vilket orsakat flera dödsfall och skapat brist på fungerande tåg.

## Trafik
De stationer/hållplatser som trafikeras med persontåg är Linköping C, Tannefors (vissa avgångar), Rimforsa, Kisa, Astrid Lindgrens värld (vissa avgångar), Vimmerby, Hultsfred, Berga, Högsby, Blomstermåla och Kalmar C. Banan körs sedan 1996, då bandelen Hultsfred-Kalmar återinvigdes, med tåg av Y2-typ, Efter våren 2005, då det privatägda BK Tåg som drev Stångådalsbanan gick i konkurs, tog SJ över trafiken. Mellan juni 2008 och december 2021 kördes trafiken av Transdev (tidigare Veolia Transport) under varumärket Kustpilen. Sedan 12 december 2021 körs tågen under varumärket Krösatågen av SJ på uppdrag av Kalmar länstrafik som har huvudansvaret och Östgötatrafiken som ger bidrag till trafiken. Trafiken bedrivs huvudsakligen med Y2-motorvagnar och Y31. 
Kalmar Länstrafik har beställt nya motorvagnar för trafiken på Stångådalsbanan av typen CAF Civity. De nya fordonen blir ”bimodala”, vilket innebär att de kan drivas med el antingen från kontaktledning eller från en i tåget installerad HVO-dieseldriven motor eller från batteri. Tågen är planlagda att levereras 2026. De består av tre vagnar (+ motordelen), är 67 m långa, rymmer 140 passagerare och har en största tillåtna hastighet på 200 km/h (kontaktledningsdrift) eller 140 km/h (dieseldrift). De tillverkas av tågtillverkaren CAF i Spanien. Åtta fordon är beställda.
Krösatågen trafikerade från december 2011 t.o.m. 13 december 2014 Stångådalsbanan mellan Hultsfred (dit tågen kom från Nässjö) och Berga och vidare till Oskarshamn.
Godstrafiken på banan bedrivs av Green Cargo och är störst mellan Kalmar och Blomstermåla (och vidare mot Mönsterås) men går även mellan Hultsfred och Berga (och vidare mot Oskarshamn).

## Banstandard

### Största tillåtna hastighet
- Linköping – Bjärka-Säby: 100 km/h
- Bjärka-Säby – Hultsfred: 120 km/h
- Hultsfred – Berga: 110 km/h
- Berga – Blomstermåla: 120 km/h
- Blomstermåla – Kalmar: 140 km/h[11]

### Spårstandard
Spår och sliprar längs Stångådalsbanan och Tjustbanan har i stort en god standard jämfört med skarvspår i allmänhet, eftersom utbytestakten överlag har upprätthållits. Under 2023 har drygt 25000 sliprar bytts. Det innebär en omsättningshastighet på cirka 25 år, vilket Trafikverket bedömer står i proportion till trafiken på banorna. Rälerna på Tjustbanan är överlag klenare (43 kg) än på Stångådalsbanan (mest 50 kg). Cirka en tredjedel av Stångådalsbanan bedöms idag ha skarvfria spår, vilket minskar risken för spårfel. Åtgärder i form av bland annat skarvåtgärder och ballastkomplettering har genomförts. Det innebär att banorna har den bästa klassning som skarvspår kan ha vad gäller robusthet mot solkurvor, och att temperaturen ska överstiga 30 grader Celsius innan hastigheten kan behöva sänkas.

## Signalsystem
Stångådalsbanan har två olika signalsystem. System R (radiobaserad överföring av signalinformation till föraren) gäller mellan Linköping och Rimforsa. System M (manuell hantering, föraren meddelas endast via signaler) gäller mellan Rimforsa och Kalmar. Stångådalsbanan och Tjustbanan (mellan Bjärka Säby och Västervik) är de enda banorna i Sverige med System R, som kräver särskild utrustning ombord.
Den tekniska livslängden för System R närmar sig sitt slut och ska bytas mot en variant av signalsystemet European Rail Traffic Management System (ERTMS). Trafikverkets plan ska ERTMS vara installerat på Stångådalsbanan i slutet av 2027 och på Tjustbanan i slutet av 2028.
De nya tågen som beställts kommer att vara försedda med utrustning för ERTMS. Trafikstarten av CAF Civity-fordonen och färdigställandet av ERTMS-installationen kommer därför att samordnas med varandra.

## Framtid
I de planer för Ostlänken som Trafikverket presenterade i november 2022 föreslogs fyra framtida alternativ för Stångådalsbanan/Tjustbanan: Antingen skulle banorna få en säckstation i Tannefors, anslutas till den nya stationen i Linköping, anslutas till södra stambanan norrut, eller behålla den nuvarande lösningen.

## Bildgalleri

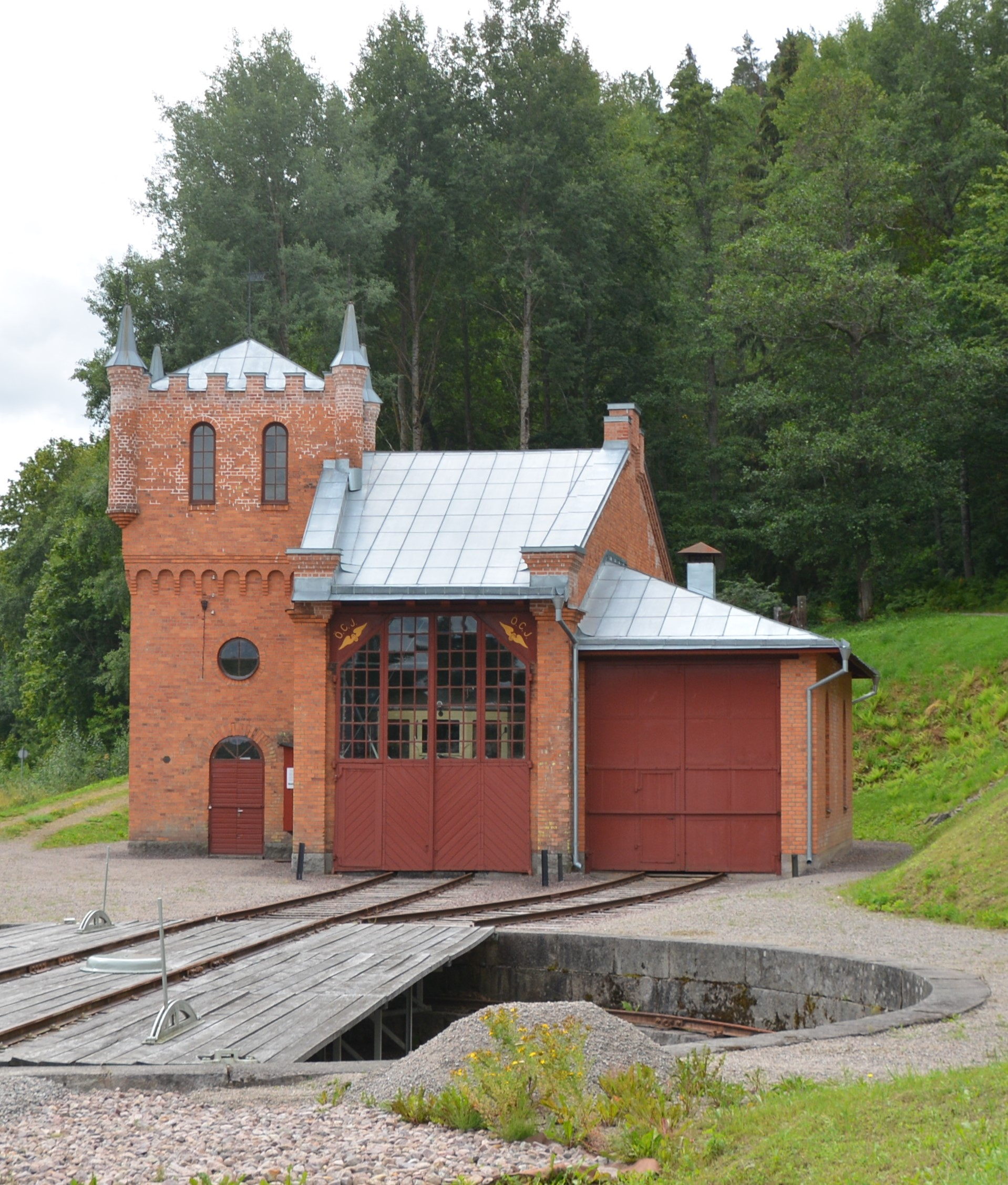
Lokstallet i Kisa
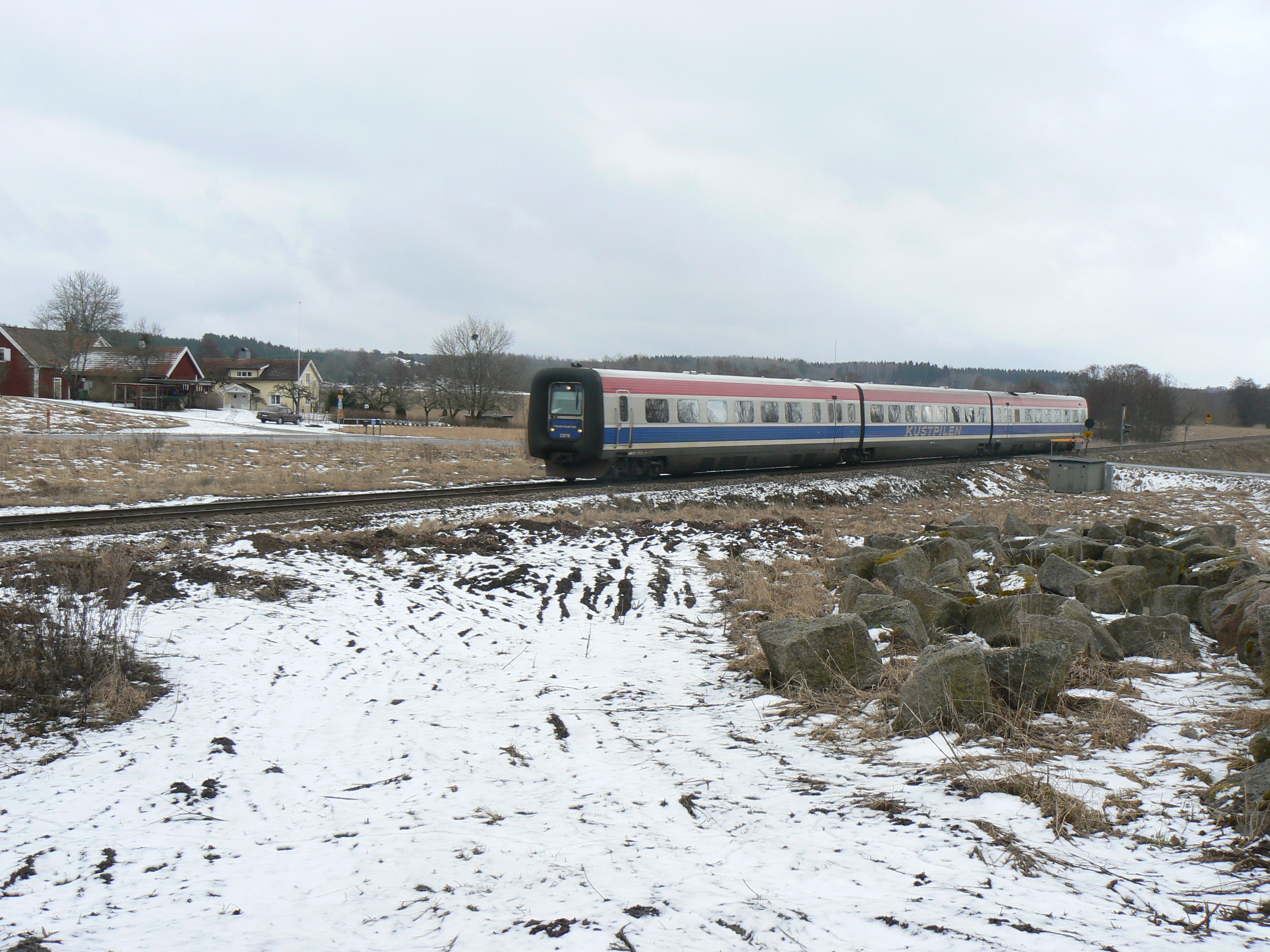
Ett Y2 (Kustpilen-tåg) vid Sturefors.
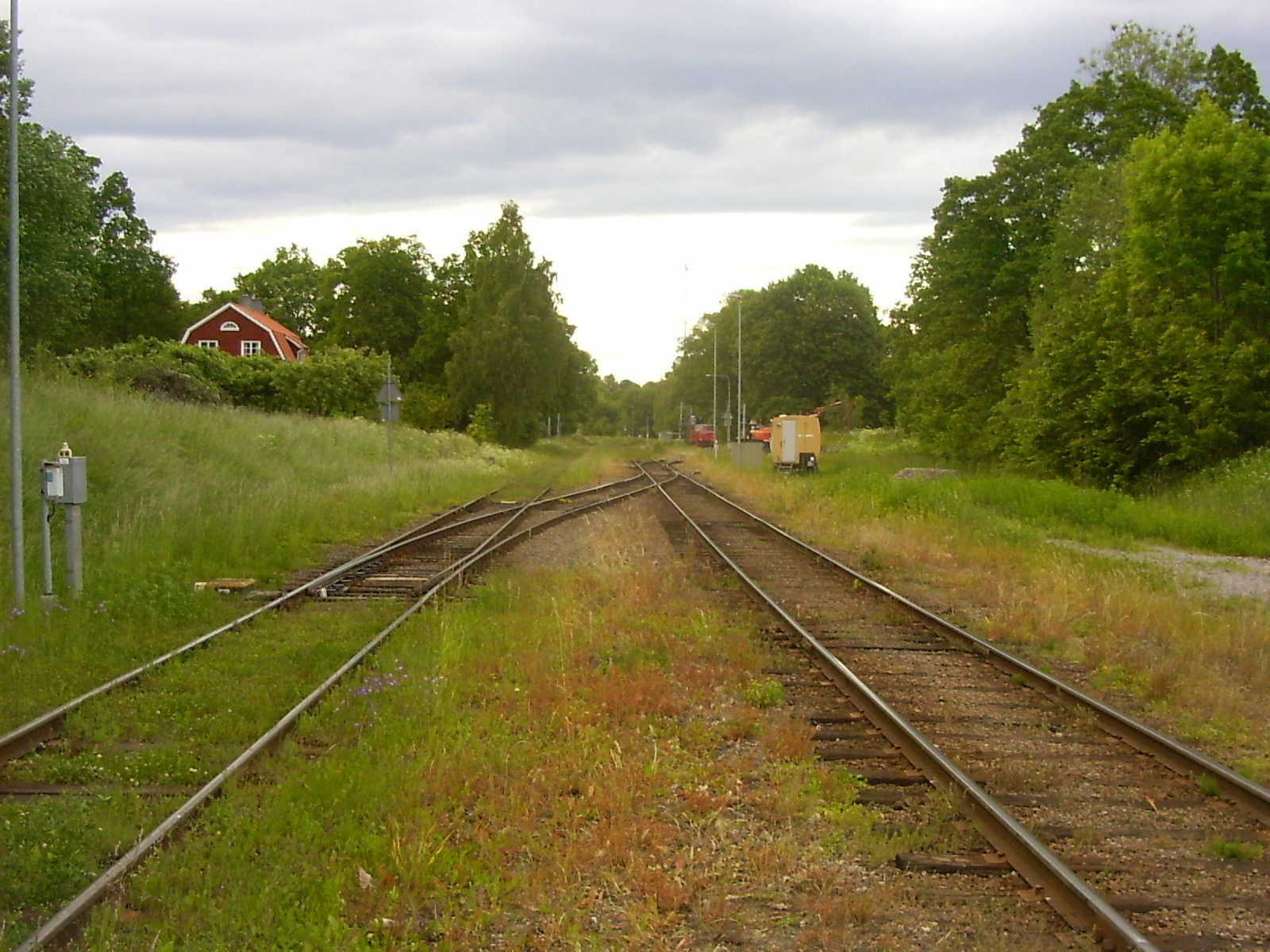
Stångådalsbanan och Tjustbanan vid Bjärka-Säby station.
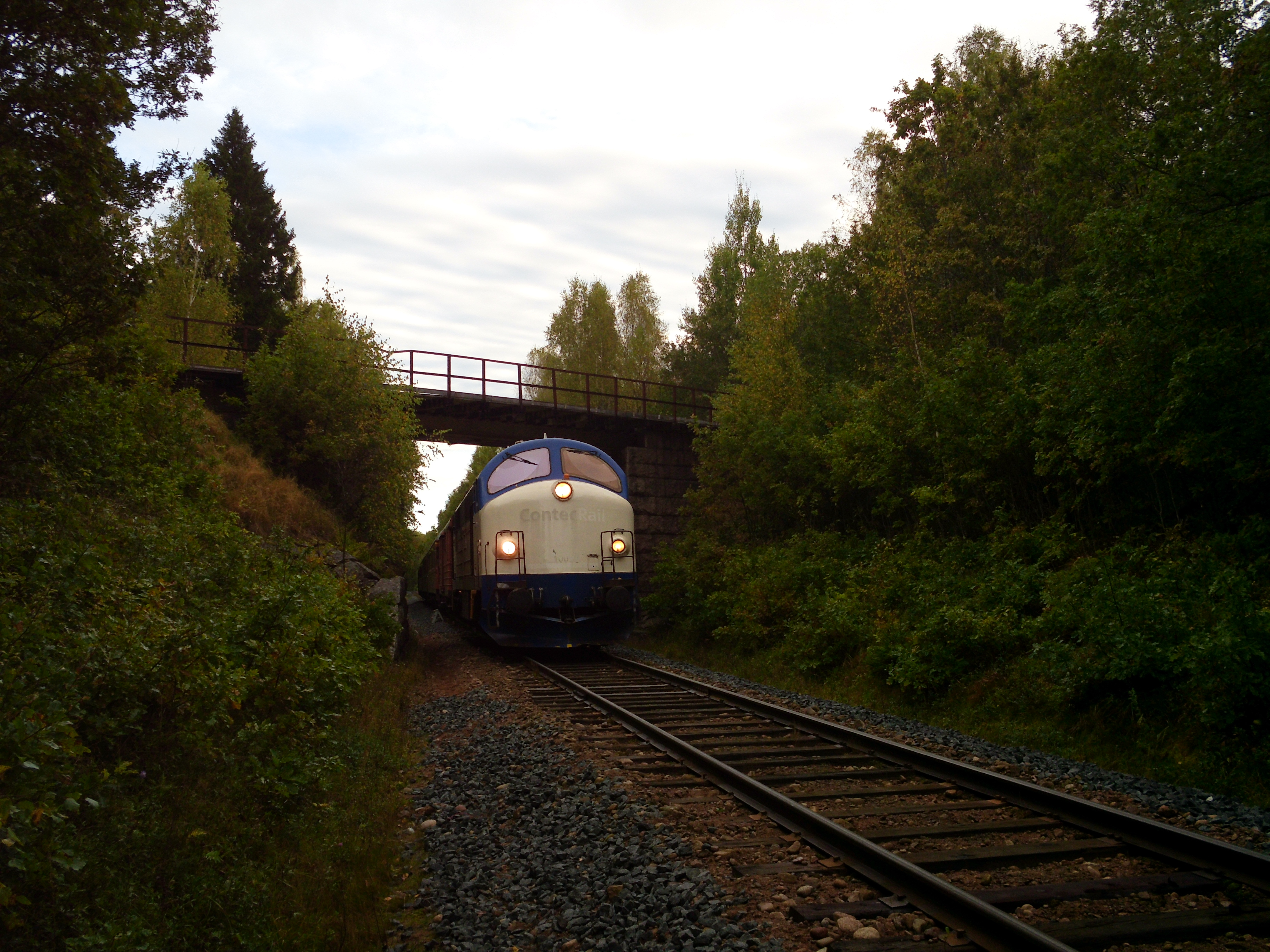
Ett turisttåg på Stångådalsbanan. Bron över tåget är del av sträckningen för Växjö–Åseda–Hultsfreds Järnväg.
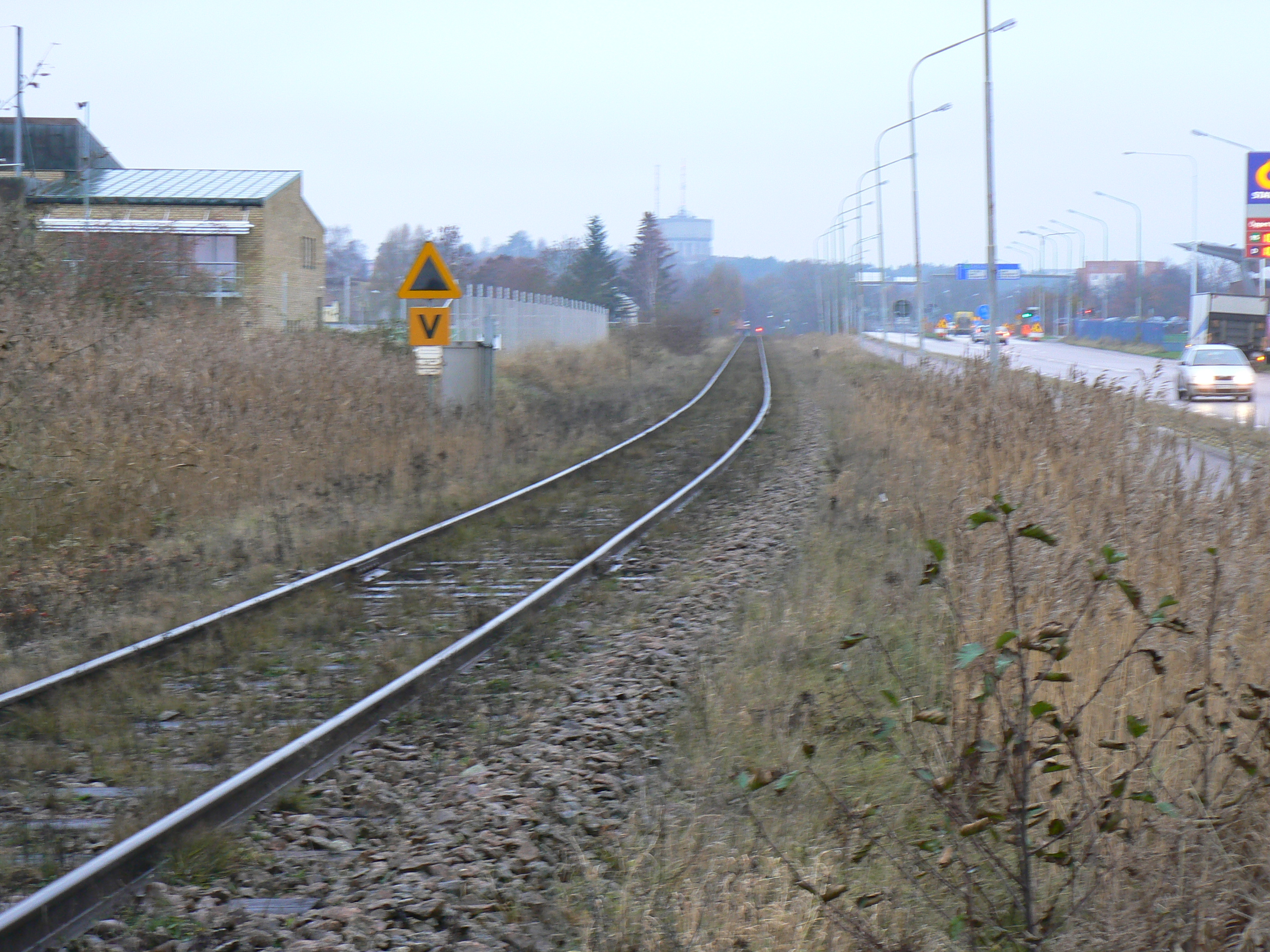
Ett stycke av Stångådalsbanan mellan Tannefors och Hjulsbro i Linköping (banan har här gemensam sträckning med Tjustbanan).